# Будівля

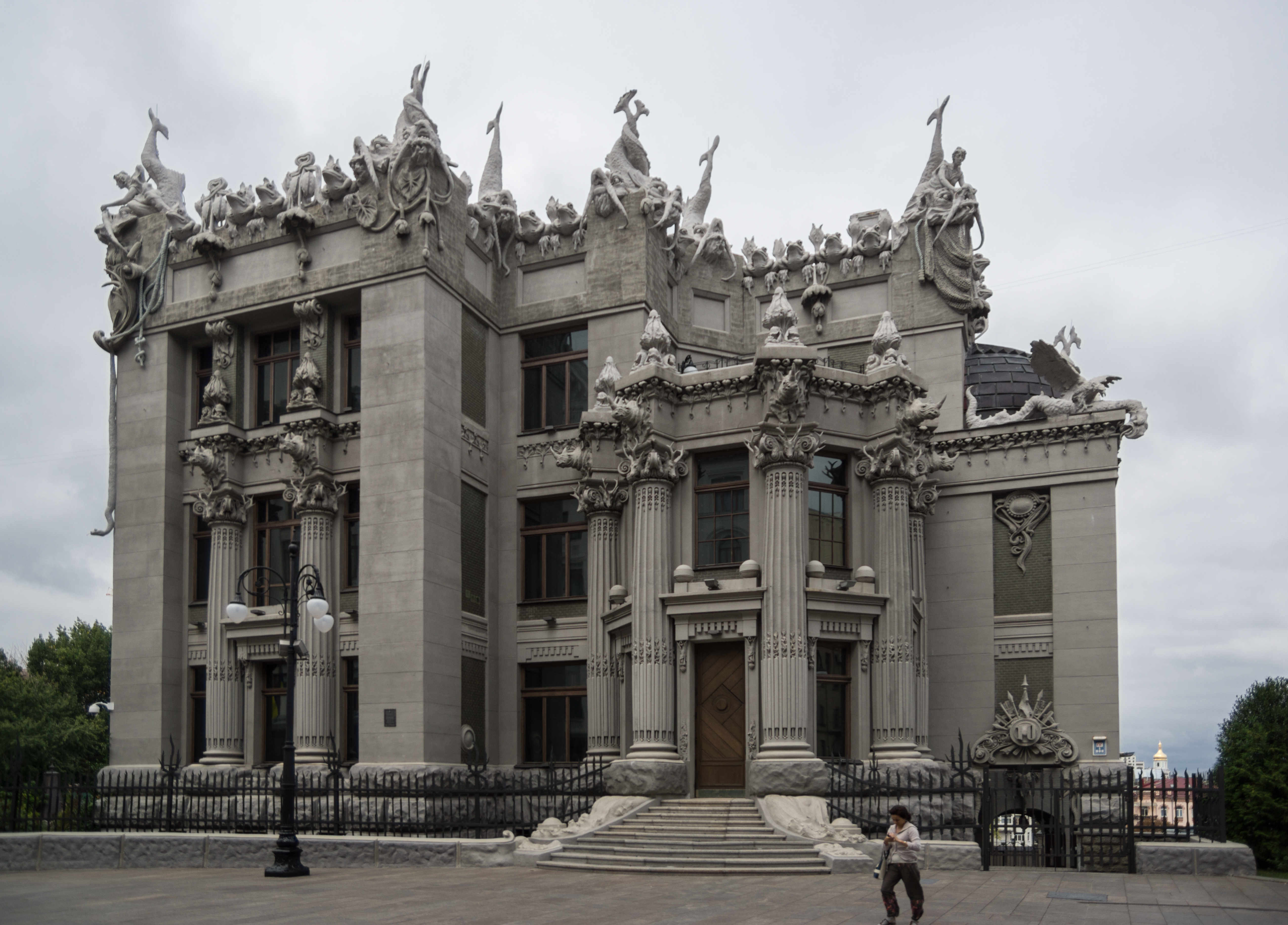
Будинок із химерами в Києві.

Буді́вля — вид споруди, що складається з опорних та обгороджувальних або сполучених (опорно-обгороджувальних) конструкцій, які утворюють наземні або підземні приміщення, які призначено для проживання або перебування людей, розміщення устаткування, тварин, рослин, а також предметів.

## Види будівель
До будівель відносяться: житлові будинки, гуртожитки, готелі, ресторани, торговельні будівлі, промислові будівлі, вокзали, будівлі для: виступів перед глядачами, для медичних закладів, закладів освіти та інше. До господарчих будівель відносять допоміжні (нежитлові) приміщення, до яких належать: сараї, хліви, гаражі, літні кухні, майстерні, вбиральні, погреби, навіси, котельні, бойлерні, трансформаторні підстанції тощо.
У будівельній практиці розрізняють поняття «будівля» і «споруда». Крім будівель до споруд відносять інженерні споруди, що призначено для виконання технічних, військових, транспортних завдань (наприклад, міст, залізнична платформа, телевізійна щогла, тунель, віадук, станція метро, підземний перехід, конкорс, резервуар, бомбосховище, дот, дзот та інше).

## Основні конструктивні елементи будівель
Основними конструктивними елементами будівлі є фундамент, вимощення (відмостка), стіни, перегородки, перекриття, вікна, двері, дах, сходи тощо.
Підземну частину будівлі, призначену для передавання на ґрунт навантаження, називають фундаментом. Ґрунт, на який опирається фундамент, називають основою. Основи бувають природні (ґрунт) та штучні (сваї тощо). Фундаменти бувають стрічкові, стовпчасті, суцільні та свайні.
Вимощення слугує для відведення атмосферних опадів від стін будівлі.
Цоколь — нижня частина стіни над фундаментом до рівня підлоги першого поверху. Виконується цоколь із матеріалів підвищеної міцності, волого- та морозостійкості або облицьовується таким матеріалом.
Стіни відокремлюють приміщення від зовнішніх температурних і атмосферних впливів. Їх поділяють на зовнішні та внутрішні. Якщо вони несуть навантаження від інших елементів будівель, їх називають тримальними (капітальними). Внутрішні стіни відділяють одне приміщення від іншого. Перегородки розділяють внутрішній простір будівлі в межах поверху на окремі приміщення.
Пілястри — вузькі вертикальні потовщення в стінах, що слугують для збільшення їх стійкості. Виконують у місцях спирання на стіни елементів покриття чи перекриття.
Перекриття розділяють будівлю по висоті на поверхи або відділяють верхній поверх від горища.
Покриття складається з даху і горищного перекриття. Дах складається із несучого каркаса (конструкції) і покрівлі. Покрівля слугує захистом будівлі від атмосферних опадів і вітру, нагріття сонцем. Покриття з горищем називають горищними; якщо покрівля примикає впритул або об'єднується з горищним перекриттям то його називають суміщеним або безгорищним.
Карниз — горизонтальний профільований виступ стіни, що слугує для відводу від поверхонь стін атмосферних опадів. Величина на яку карниз виступає за поверхню стіни, називається виносом карнизу.
Підлога залежно від призначення може мати різну конструкцію (підлога по лагах, по бетонній основі).
Сходи є засобом з'єднання між поверхами. Вони складаються із нахилених елементів — маршів і горизонтальних — майданчиків. Сходи бувають одно-, дво- та багатомаршеві. Марші з'єднують дві сходові майданчики. Всі ці елементи розміщені в приміщенні, яке називають сходовою кліткою
Вікна слугують для освітлення та провітрювання приміщень. Вони повинні мати відповідні теплотехнічні й акустичні властивості. В віконні прорізи встановлюють віконні коробки з заскленим полотном, підвіконня і зовнішній відлив. Вікна можуть бути одностулкові, двостулкові, тристулкові або з балконними дверима.
Двері призначені для сполучення між приміщеннями. За призначенням двері поділяються на внутрішні і зовнішні. За способом відкривання — на розмашні, розсувні, складчасті, обертові та двері-штори. Розмашні двері за кількістю дверних полотен поділяють на одностулкові, двостулкові та півторачні. При встановленні ширини дверей враховують габарити обладнання, що розміщується в приміщенні, і пропускну спроможність на випадок термінової евакуації людей. Ширину дверей при цьому вибирають із розрахунку 0,6 м на кожні 100 осіб.